# K̕
K̕ (k̕ en minuscule), appelé K virgule sucrite à droite, est une lettre latine utilisée dans les romanisations ISO 9985 et DIN 32706 de l’alphabet arménien, dans les romanisations ISO 9984 et DIN 32707 de l’alphabet géorgien et dans la romanisation ISO 11940 de l’alphasyllabaire thaï.

## Utilisation
Le K virgule suscrite à droite ‹ k̕ › est utilisé dans les romanisations ISO 9985 et DIN 32706 de l’alphabet arménien pour translittérer le k’eh ‹ ք ›.
Le K virgule suscrite à droite ‹ k̕ › est utilisé dans les romanisations ISO 9984 et DIN 32707 de l’alphabet géorgien pour translittérer le khan ‹ ქ ›.

## Représentations informatiques
Le K virgule suscrite à droite peut être représenté avec les caractères Unicode suivants : 
- décomposé (latin de base, diacritiques) :

| formes    | représentations | chaînes de caractères | points de code | descriptions                                           |
| --------- | --------------- | --------------------- | -------------- | ------------------------------------------------------ |
| capitale  | K̕               | K◌̕                    | U+004B U+0315  | lettre majuscule latine k diacritique virgule à droite |
| minuscule | k̕               | k◌̕                    | U+006B U+0315  | lettre minuscule latine k diacritique virgule à droite |

## Sources
- BNF, « Translittération de l’arménien », sur BNF Kitcat, 14 janvier 2010 (consulté le 22 décembre 2020)
- BNF, « Translittération du géorgien », sur BNF Kitcat, 11 janvier 2010 (consulté le 22 décembre 2020)